# Beatriz Gascó Verdier

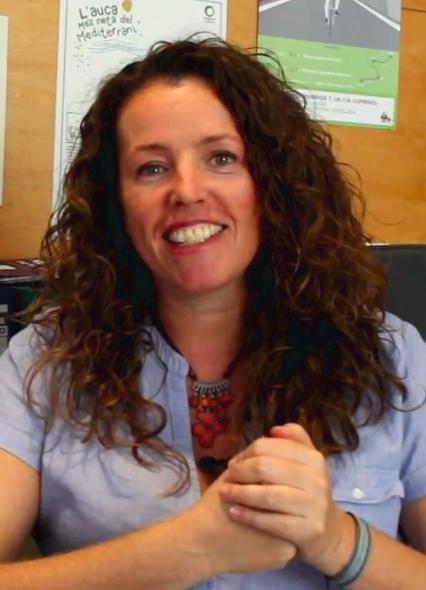
Beatriu Gascó i Verdier en 2016

Beatriz Gascó Verdier (Alicante, 30 de enero de 1971) es una ingeniera agrícola y política valenciana, diputada en las Cortes Valencianas en la IX legislatura. En 1999 fue directora comercial de exportación en el Instituto Tecnológico Europeo SL. En 2000 se marchó a Italia, donde trabajó para diversas redes de ámbito europeo. Hasta 2002 fue responsable de proyectos internacionales del Centro Carrefour Europeo Lazio de la Universidad de la Tuscia en Viterbo y para el Servicio de Información y Documentación sobre Políticas Europeas para el Desarrollo Rural. De 2003 a 2011 fue coordinadora del secretariado del Comité Internacional de Planificación para la Soberanía Alimentaria (CIP) en Roma.
En 2012 regresó a Valencia, donde ha trabajado como consultora de políticas agrarias internacionales para la ONG GRAIN, la Universidad de Manitoba y para la Cooperación Internacional para el Desarrollo y la Solidaridad (CIDSE). Implicada en el activismo social y ecologista, participó en 2014 en el Aplec Ecologista del País Valencià e ingresó en Podemos, con el que ha sido elegida diputada en las elecciones en las Cortes Valencianas de 2015. Es secretaria de la Comisión de Medio Ambiente, Agua y Ordenación del Territorio de las Cortes Valencianas.